# Allan Blakeney
Pour les articles homonymes, voir Blakeney.
Allan Emrys Blakeney (né le 7 septembre 1925 à Bridgewater (Nouvelle-Écosse)- mort le 16 avril 2011 à Saskatoon (Canada)) est le premier ministre de la province canadienne de la Saskatchewan du 30 juin 1971 au 8 mai 1982 et chef du Nouveau Parti démocratique de la Saskatchewan (NPD) du 4 juillet 1970 au 7 novembre 1987.
Lors des négociations constitutionnelles de 1981, Allan Blakeney joue un rôle important dans l'obtention d'un compromis qui aboutira à l'adoption de la Loi constitutionnelle de 1982.